# 圣米格尔德尔瓦列
圣米格尔德尔瓦列，是西班牙卡斯蒂利亚-莱昂萨莫拉省的一个市镇。 总面积11平方公里，总人口214人（2004年），人口密度20人/平方公里。